# Tetraspor
Tetrasporer är sporer av rödalger som produceras i den tetrasporofytiska (diploida) fasen av Rhodophytaalgernas livscykel som en resultatet av meios. Namnet (tetra-) kommer från de fyra sporer som bildas efter  meiosen.